# Amaliehaven

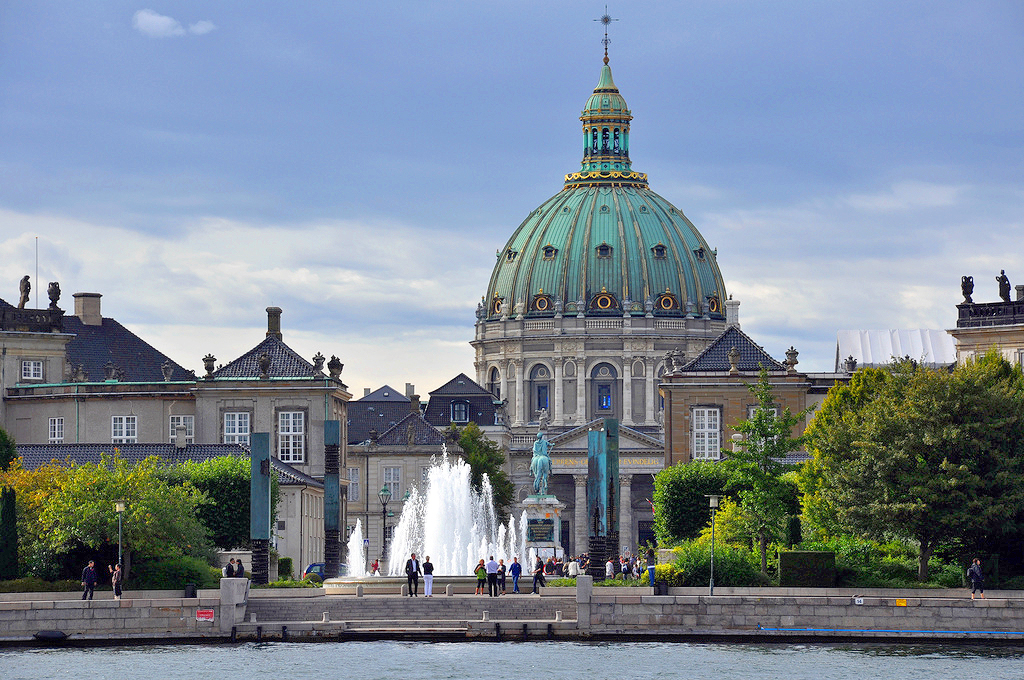
Amaliehaven, med Marmorkyrkan och delar av Amalienborgs slott i bakgrunden

Amaliehaven är en liten kommunal park mellan Amalienborgs slott och hamnen i Frederiksstaden i Köpenhamn i Danmark.
Parken anlades 1983 som en gåva från A.P. Møller og Hustru Chastine Mc-Kinney Mærsk Møllers Fond til almene Formaal. Den är en del av Frederiksgadeaxeln, den kortare av de två stadsplaneaxlar omkring vilka Frederiksstaden är byggd.

## Larsens Plads
Amaliehaven ligger på mark som tidigare användes av ett varv, som anlagts 1802 av skeppsredaren Lars Larsen. Varvet och dess stora brädgård låg alldeles bredvid Amalienborgs slott och kallades från 1812 Larsen’s Plads.
Skeppsvarvet lades ned 1870, varefter hamnanläggningar byggdes på platsen 1879 för Dampskibsselskabet Thingvalla, som bedrev passagerartrafik på USA från hamnar i de skandinaviska länderna för emigranter. Dampskibsselskabet Thingvalla köptes 1898 upp av Det Forenede Dampskib-Selskab, varefter passagerartrafiken på USA drevs under namnet Scandinavien-Amerika-Linjen fram till 1935. Därefter användes kajanläggningen för DFDS:s färjor till Oslo fram tills att färjetrafiken flyttades till frihamnen.

### Anläggandet av parken
Parken började anläggas 1981 och den invigdes 1983. Den formgavs av den belgiske landskapsarkitekten Jean Delogne. Det är en avlång park med sträng symmetri och centrerad kring en stor fontän för att understryka Frederiksgateaxeln genom omgivande område. På ömse sidor om fontänen finns en parkanläggning i två nivåer, med buskpartier och murar som avgränsar den mot vattnet på ena sidan och mot gatan på den andra.
Arnaldo Pomodoro har utsmyckat parken med skulpturer.

## Fotogalleri

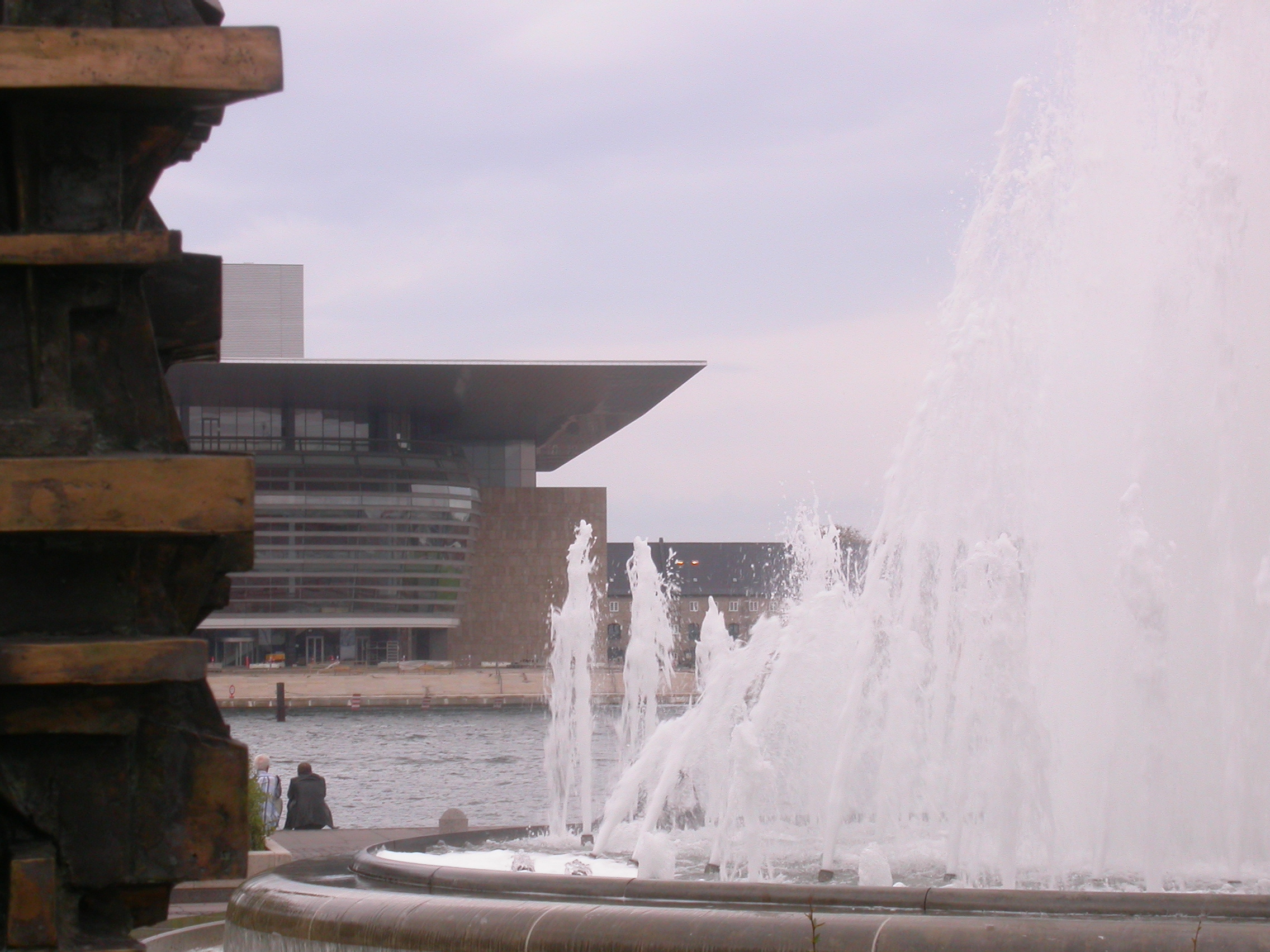
Fontän, med Operan i bakgrunden
En av Arnaldo Pomodoros fyra kolonner
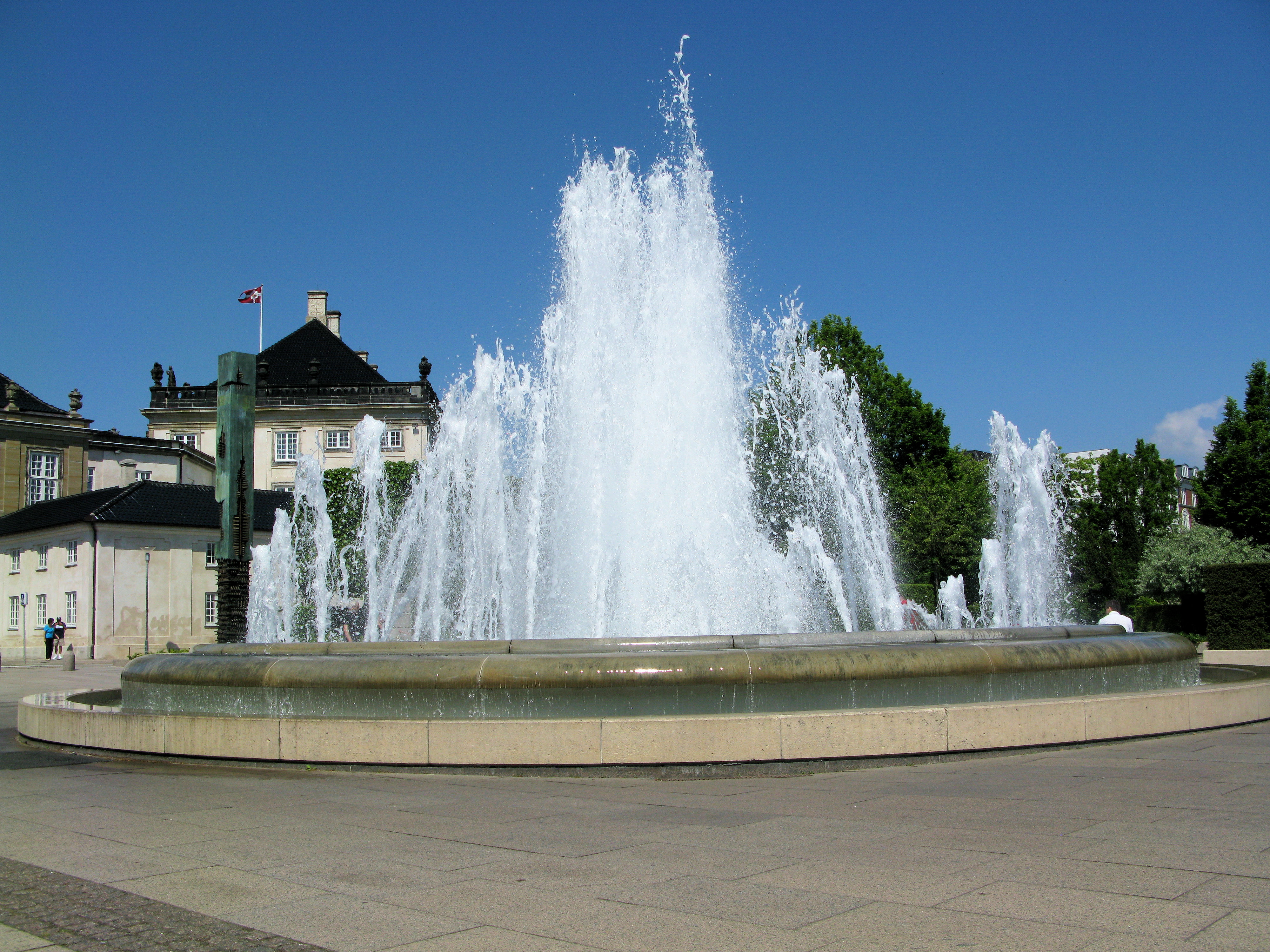
Fontän, med Amalienborg i bakgrunden